# Station Formby
Formby is een spoorwegstation van National Rail in Formby, Sefton in Engeland. Het station is eigendom van Network Rail en wordt beheerd door Merseyrail. Het station is geopend in 1848.